# Grand Prix e il campionissimo/Daltanious
Grand Prix e il campionissimo/Daltanious è un singolo del gruppo Superobots, pubblicato nel 1981.

## Descrizione
Grand Prix e il campionissimo è un brano musicale scritto da Franco Migliacci, musicato e arrangiato da Vito Tommaso, come sigla dell'anime omonimo.
Daltanious è un brano scritto da Franco Migliacci, su musica di Fabio Massimo Cantini e arrangiamento di Alessandro Centofanti, come sigla dell'anime omonimo. L'esclamazione "Daltanious!" che si sente nell'incipit della sigla è dello stesso Franco Migliacci.

## Tracce
Lato A
1. Grand Prix e il campionissimo – 2:34 (testo: Franco Migliacci – musica: Vito Tommaso)

Lato B
1. Daltanious – 3:39 (testo: Franco Migliacci – musica: Fabio Massimo Cantini)